# Большая Ордынка
Улица Больша́я Орды́нка — улица в Центральном административном округе города Москвы. Проходит от Малого Москворецкого моста до Серпуховской площади. Центральная и древнейшая улица исторического Замоскворечья, граница между современными районами (муниципальными округами) Якиманка (чётная, западная сторона) и Замоскворечье (нечётная, восточная сторона). На Большую Ордынку выходят переулки: с запада 2-й Кадашёвский, 3-й Кадашёвский, Ордынский тупик, Большой Толмачёвский, Пыжёвский, 1-й Казачий, Погорельский; с востока Черниговский, Климентовский, Иверский, Большой Ордынский, Малый Ордынский переулок.

## Происхождение названия
О возникновении названия улицы было высказано несколько версий (вела дорога в Орду, здесь останавливались ханские послы), возможно, тут жили «ордынцы» — тяглые люди, главной обязанностью которых являлась перевозка и отправка собранной с русских княжеств дани в Орду. Но Э. М. Мурзаев всё-таки объясняет название тем, что отсюда начиналась дорога на Орду.
По сведениям, собранным краеведом П. В. Сытиным, Ордынская дорога проходила прямо из Кремля в сторону Орды, а жившие по улице «ордынцы», были не тяглыми сборщиками дани, а командированными военными и чиновниками непосредственно из Золотой Орды. Кроме ордынцев по улице были поселены русские дворцовые слуги, возившие в Орду грамоты от великого князя.

## История
В сентябре 1612 года во время Московской битвы на Большой Ордынке стоял Климентьевский острог (у церкви св. Климента), оборона которого стала одним из главных событий битвы.
Согласно принятому в 1935 году Генеральному плану реконструкции Москвы, Большая Ордынка должна была стать головным участком нового транспортного луча, соединяющего Красную и Добрынинскую площади и далее уходящего на юг. Улицу планировали спрямить и увеличить её ширину до 60 метров. В рамках реализации идеи прокладки южного луча в конце 1930-х годов была частично снесена застройка начала улицы, построены Большой и Малый Москворецкие мосты (трасса старого Москворецкого моста вела прежде через Чугунный мост на Пятницкую улицу). Однако от полной реализации задуманного в дальнейшем отказались.
В 2015 году в ходе реализации программы «Моя улица» Большая Ордынка была обновлена: здесь благоустроили прогулочные дорожки, парковые зоны, газоны, клумбы, высадили деревья, установили дополнительное освещение, отремонтировали фасады домов. Также сократили число полос проезжей части с четырёх до двух, увеличили ширину тротуаров с двух-трех метров до пяти, а для велосипедистов проложили около 2 км велодорожек и установили велопарковки.

## Примечательные здания

### На нечётной стороне
№ 7 стр. 2
Дом начала XVIII века с палатами XVI века.
№ 9/4
Гимназия Косицына, XVIII—XIX век с палатами XVII века (в глубине двора по Черниговскому переулку);
стр. 2, доходный дом И. Ф. Нейштадта (1913—1916, архитектор Капитолий Дулин).
№ 13/9, стр. 1, доходный дом А. А. Дурилина
Построен в 1906 году, архитектор — Владимир Шервуд.
№ 13/9, стр. 3, флигель гимназии Косицына
, здание конца XVIII века.
№ 17, стр. 1, усадьба купца Куманина
Здесь, в квартире № 13, жил писатель Виктор Ардов, собиравший у себя в гостях многих деятелей литературы и искусства: Борис Пастернак читал здесь главы из романа «Доктор Живаго»; приезжая в Москву в 1938—1966 годах, здесь подолгу жила и работала Анна Ахматова; здесь состоялась её единственная встреча с Мариной Цветаевой. В честь Ахматовой на доме имеется мемориальная доска, а во дворе — памятная стела (скульптор В. А. Суровцев, архитектор Н. Д. Земляновская). В квартире Ардова планируется открытие литературного музея. В рамках гражданской инициативы «Последний адрес» на доме установлен мемориальный знак с именем токаря Георгия Федоровича Гольца, расстрелянного органами НКВД 19 октября 1938 года. В базе данных правозащитного общества «Мемориал» есть имена девяти жильцов этого дома, расстрелянных в годы террора.

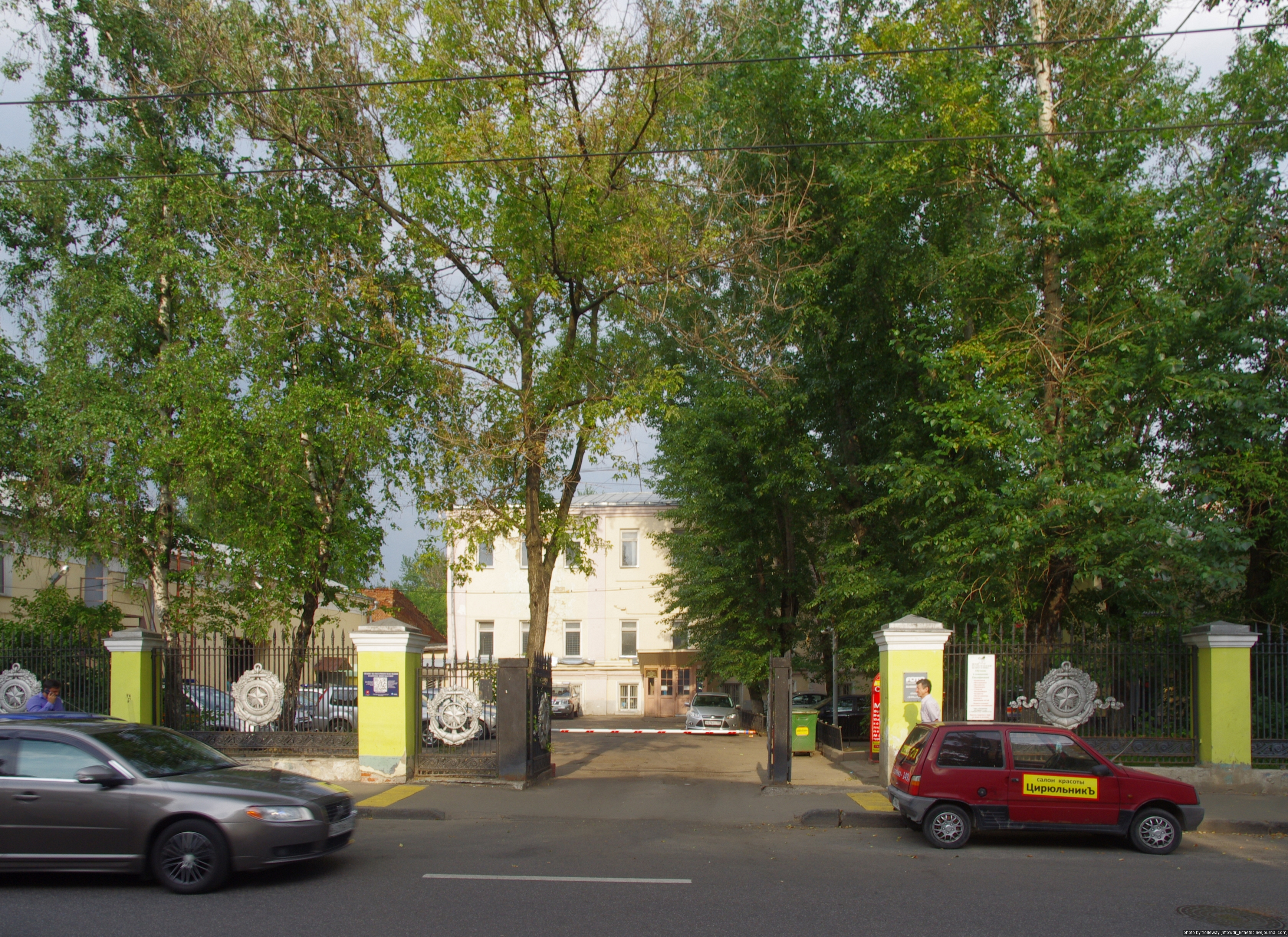
Большая Ордынка, д. 19, строение 1. Музей морского флота

19, строение 1
, городская усадьба XVIII в. Со второй половины XIX века усадьбой владела семья купцов-москательщиков Шемшуриных. С 1934 в здании располагался Московский речной техникум, в дальнейшем преобразованный во МГАВТ. С 2012 года здание занимает Музей морского флота.
№ 21/16, усадьба Долгова — Жемочкина
, здание XVIII—XIX веков с каменной оградой 1882 года. Территория усадьбы сформировалась в конце XVIII века при купце А. И. Долгове, на дочери родного брата которого был женат архитектор Василий Баженов. Его имя пытались связать с постройкой главного дома, однако архитектура здания не несёт характерных примет творчества Баженова. Трёхэтажный дом в стиле раннего классицизма был поставлен в глубине двора на сводчатом подклете палат рубежа XVII—XVIII веков. Дом получил свой нынешний ампирный облик в 1817—1822 годах, при восстановлении после пожара 1812 года.
После 1875 года в здании размещалась 3-я женская гимназия. Последним дореволюционным владельцем дома был Николай Иванович Жемочкин, торговавший кожей и приводными ремнями. С 1961 года здесь находится Институт Латинской Америки Академии наук.
№ 25, стр. 1 (часть)
Замоскворецкий узел связи, первая советская автоматическая телефонная станция Москвы (1928, архитектор В. Патек). Построена по типовому проекту, аналогичные — на Бакунинской улице и Арбате.
№ 27
В здании находится музыкальный колледж эстрадного и джазового искусства.
№ 27/6, храм Святителя Николая в Пыжах
Здание церкви с шатровой колокольней (1672).
№ 27/6, стр. 3, дом причта храма Святителя Николая в Пыжах
, здание 1890 года, архитектор — Александр Никифоров.
№ 31/12, усадьба Сысолиных-Голофтеевых
Здание XVIII—XIX веков.
№ 39/22, храм Иверской иконы Божьей Матери на Всполье
, храм с колокольней построены в 1798—1842 (1791—1802[уточнить]) годах на средства купца И. И. Савина, авторство проекта приписывается Ивану Еготову.
№ 41/24, особняк М. Д. Карповой
Здание начала XIX века было перестроено в 1885 году архитектором Адольфом Кнабе, в 1909 году — архитектором Михаилом Бугровским, интерьеры (1909) — Фёдора Шехтеля, Ивана Кузнецова и Сергея Конёнкова. Главный дом усадьбы построен по красной линии улицы после пожара 1812 года на месте сгоревшей усадьбы. Изначально дом принадлежал Киреевским, затем особняк перешел к семье Морозовых. В 1884—1908 годах усадьбой владела сестра Саввы Морозова А. Т. Карпова.
№ 43 Городская усадьба В. П. Петровской — М. П. Елисеева — Миндовских, XIX в. — нач. XX в.
стр. 1 — Главный дом, нач. XIX в., 1880-е — 1890-е гг., нач. XX в. архитекторы — Никита Лазарев и Владимир Чагин.
стр. 3 — особняк штабс-капитана Демидова 1917 года постройки, памятник архитектуры начала 19 века. С 2018 г. — Центр Андрея Вознесенского.
стр. 4 — Служебный флигель, 1895 г.
Одноэтажный с мезонином дом 1836 года в усадьбе В. П. Петровской, затем М. П. Елисеева, позднее оформленный в духе эклектики. Самый известный владелец — кинешемский фабрикант Иван Миндовский.
Памятник отселён, пребывает в аварийном состоянии, закрыт фальшфасадом. В 2012 году, согласно Распоряжению Департамента культурного наследия города Москвы «Об организации работ по сохранению объектов культурного наследия», должен был быть разработан, а в 2013-15 годах — осуществлен комплекс ремонтно-реставрационных работ. В 2012 году утвержден предмет охраны. К тому времени примерно ⅘ помещений находились в частной собственности, собственность на ⅕ не была оформлена. Работы начались в сентябре 2014 года. В январе 2017 года было утверждено охранное обязательство. К концу 2017 года было объявлено проведение первых противоаварийных работ, однако в 2019-м стены и фасады особняка демонтировали и на его месте началось строительство нового объекта.
№ 45/8 — городская усадьба Арсеньевых,
, здание начала XIX века.
№ 47/7, Александро-Мариинское училище
, здание 1870-х годов, архитектор — Александр Каминский. В здании находится факультет Мировой экономики и Мировой политики НИУ ВШЭ.
№ 51, доходный дом
Построен в 1913 году, архитектор — Степан Езерский.
№ 53, особняк Ф. А. Хованской
, здание 1811 года.
№ 55/3, стр. 2, Двухэтажный деревянный дом, 1880 г.
№ 61 стр. 1 и 2, городская усадьба Д. Ф. Новикова — А. Н. Давыдова
, дом 1821 года (перестроен в 1878 году) и деревянный флигель (построен в 1-й четверти XIX в., перестроен в 1881 году, архитектор П. А. Виноградов), архитектор — Пётр Виноградов
№ 63, городская усадьба Н. Н. Мальцевой — В. В. Петрова
, конец XVIII, середина XIX веков; 1879, архитектор — Николай Зубатов; 1870-е — 1910-е годы.
№ 67, доходный дом
Здание начала XX века.
№ 69, театральное здание
Перестроено в 1914 году архитектором Николаем Спириным, филиал академического Малого театра.

### На чётной стороне

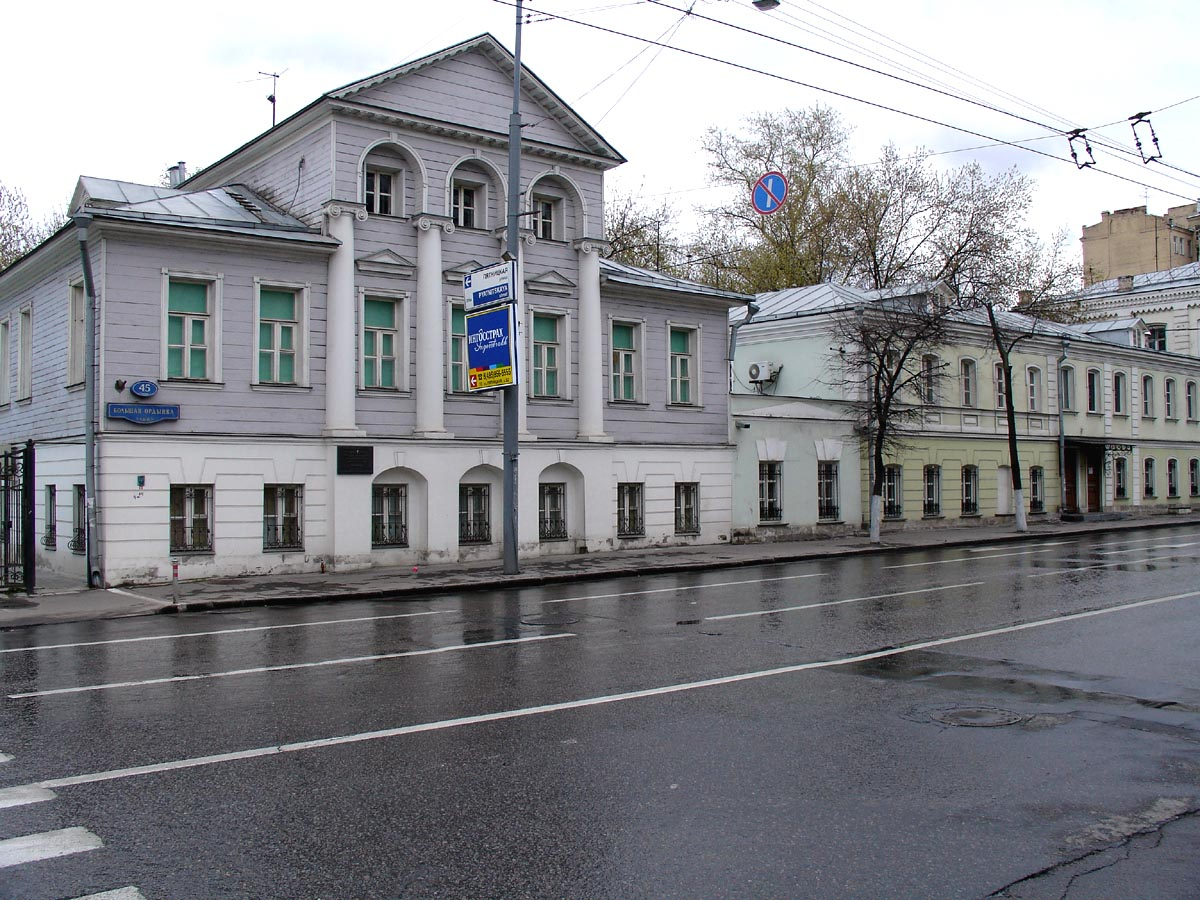
№ 45, 47
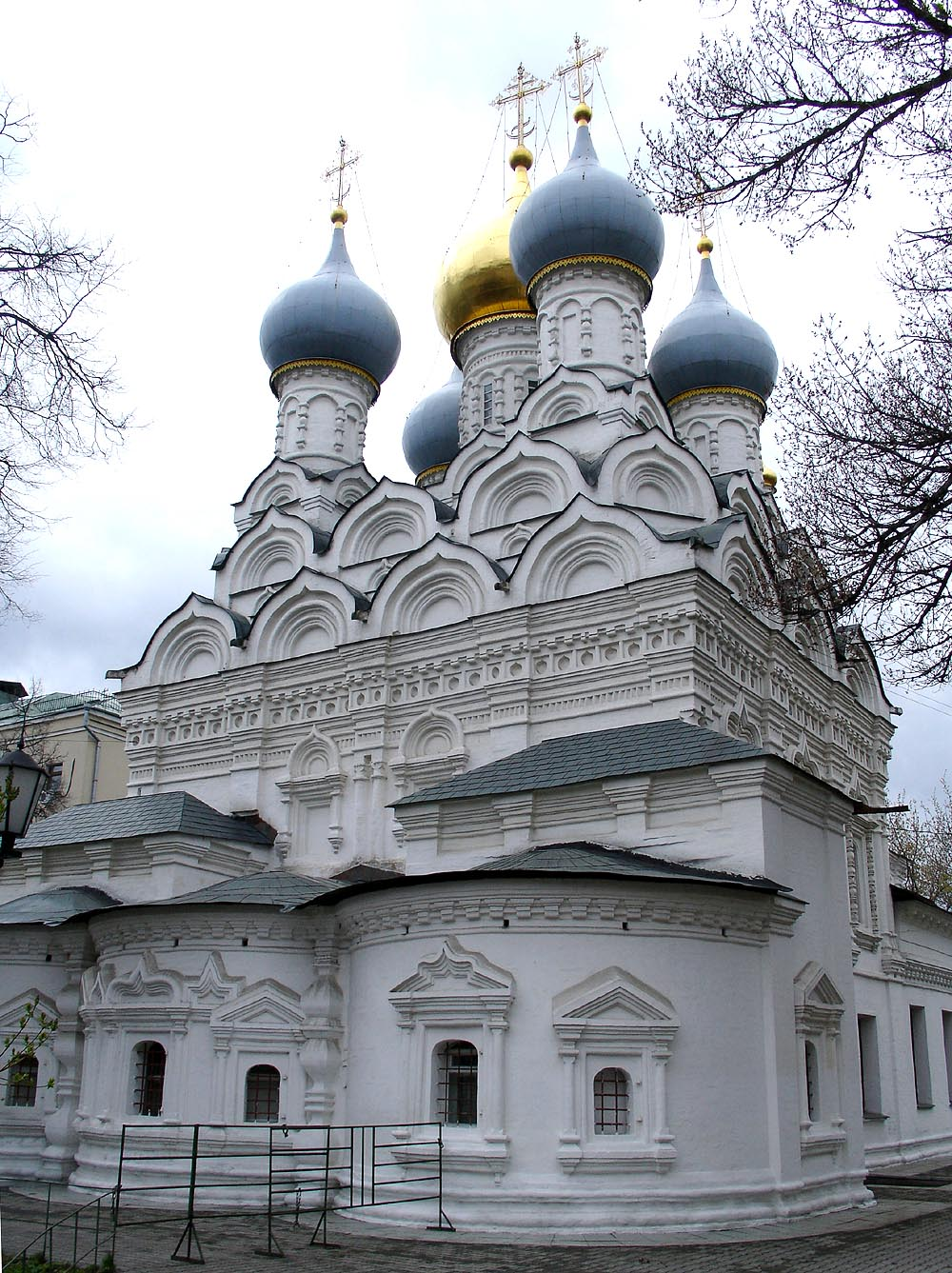
№ 27
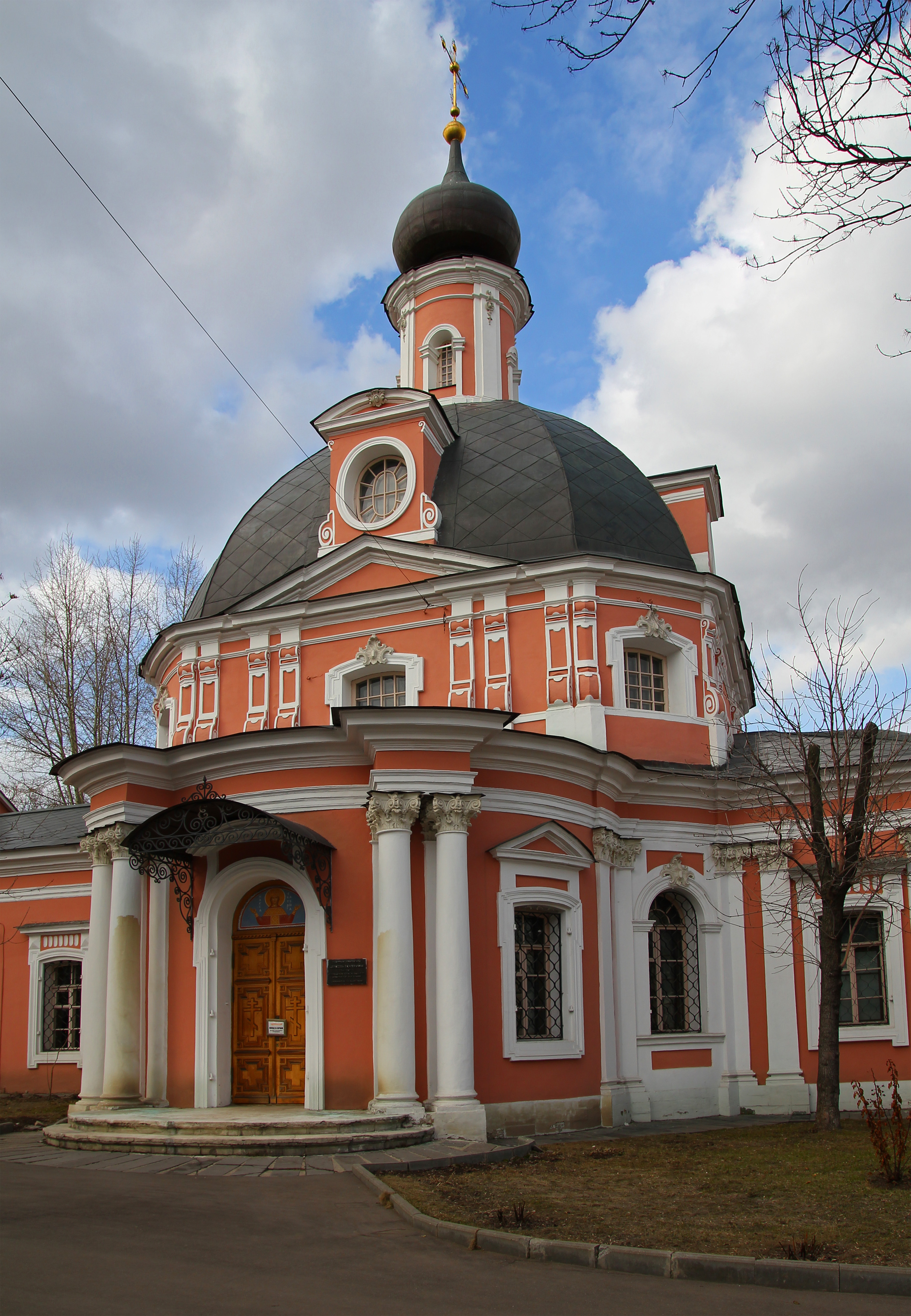
№ 60
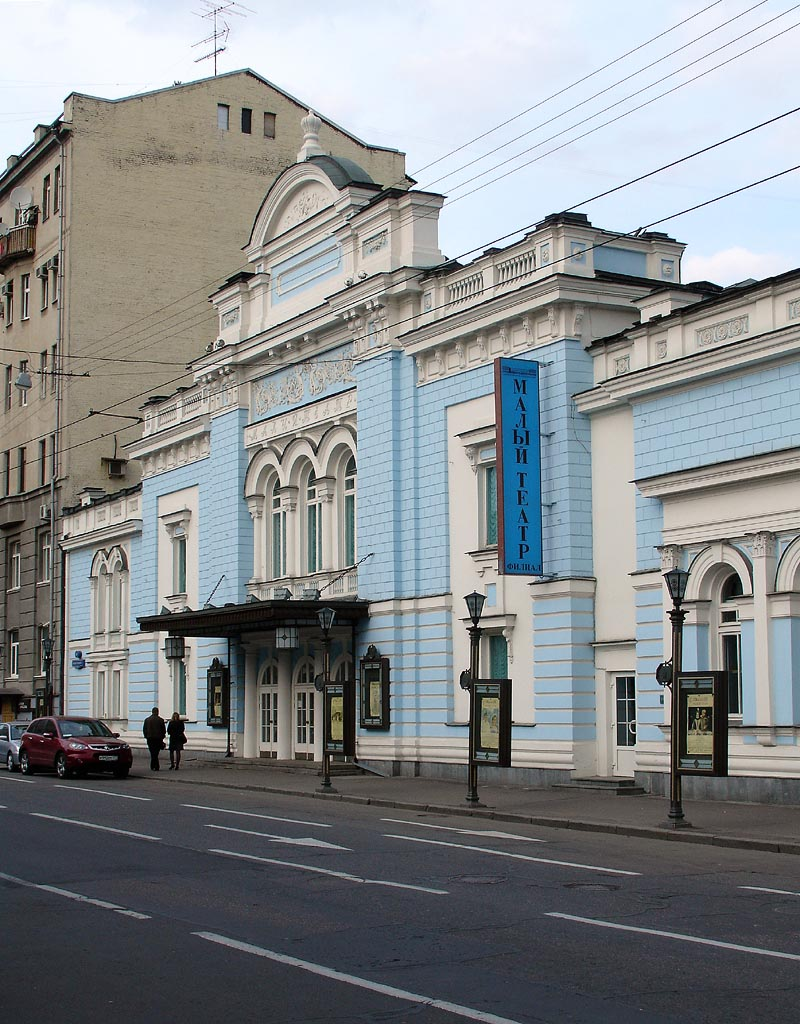
№ 67, 69

№ 4, стр. 1 и 2, жилые дома с лавками
, первая половина XIX века.
№ 6/2, городская усадьба
Здание XVIII—XIX веков.
№ 8/1, стр. 1, доходный дом
Здание 1820-х годов.
№ 8/1, стр. 4, жилой флигель
Здание 1790-х годов.
№ 10, 12
Двухэтажная застройка XIX века.
№ 14, стр. 1 и 2, городская усадьба с фабрикой Е. П. Петрова
, вторая половина XIX — начало XX века.
№ 16/2
Одноэтажный дом XVIII—XIX веков.
№ 18/1, доходный дом
Здание 1892 года, архитектор — Пётр Ушаков; посольство Бахрейна в Москве.
№ 20/4, храм иконы Божьей Матери «Всех скорбящих радость»
, здание 1792 года, архитектор — Василий Баженов, перестроено в 1823—1836 годах по проекту Осипа Бове.
№ 20/4, стр. 5, дом причта церкви Божьей Матери «Всех скорбящих радость»
Воссоздан в 1996 году по облику здания середины XVIII — начала XIX веков.
№ 20/4, стр. ?
Здание XIX века. В 2014 году строительная корпорация «Баркли» при поддержке Москомархитектуры и Архитектурного совета города Москвы провела конкурс на разработку архитектурной концепции жилого дома на этой территории. Его финалистами стали проекты, предусматривающие снос двух исторических зданий (второй — по адресу Ордынский тупик, д. 6 стр. 1) ради последующей застройки.
№ 22
. Дом, переданный в 1871 году купцом Давыдом Ивановичем Хлудовым Московскому епархиальному ведомству. Здесь располагалось Московское епархиальное училище иконописи и ремёсел, а с 1885 года — Мариинское женское епархиальное училище.
№ 24, административное здание Министерства атомной промышленности СССР
По этому адресу находился дом, принадлежавший купцу И. А. Лямину. В 1909 году в память об отце он был пожертвован его дочерью, В. И. Дубровиной, городу, после чего здесь открылись Убежище для беспризорных детей и приют престарелых имени И. А. Лямина, рассчитанные на 60 детей и 25 женщин. В 1957 году на этом месте было построено административное здание Министерства атомной промышленности СССР (архитекторы — П. П. Зиновьев, М. Л. Чериковер, инженер — А. Г. Дроздов), в настоящее время — офис корпорации «Росатом». В 2020 году в сквере у центрального здания госкорпорации открыт памятник Ефиму Славскому.
№ 28, жилой дом
Здесь жил архитектор Александр Калмыков.
№ 30, усадьба
№ 32, дом А. И. Аршиновой и В. В. Аршинова
Здание 1900 года, архитектор — Фёдор Шехтель; здесь располагался Петрографический Институт.
№ 34, Марфо-Мариинская обитель
:
- № 34, стр. 1 — аптека и амбулатория обители;
- № 34, стр. 2 — общежитие сестёр и приют;
- № 34, стр. 3 — храм правв. Марфы и Марии при лазарете, архитектор Леонид Стеженский;
- № 34, стр. 5 — покои Великой княгини Елизаветы Федоровны (начало XX века, архитектор Борис Фрейденберг). С 2008 года — дом-музей Елизаветы Фёдоровны[29].
- № 34, стр. 6 — часовня (1908—1912, архитектор Алексей Щусев);
- № 34, стр. 7 — воскресная школа с квартирой священника (начало XX века, архитектор Борис Фрейденберг);
- № 34, стр. 10 — сторожка (1908—1912, архитектор Алексей Щусев);
- № 34, стр. 11 — барак для заразных больных;
- № 34, стр. 12 — павильон (покойницкая);
- № 34, стр. 13 — церковь Покрова в Марфо-Мариинской общине (1908—1912, архитекторы Алексей Щусев и Леонид Стеженский, росписи Михаила Нестерова);
- № 34а — общежитие (1911, архитектор Дмитрий Челищев) и зимний сад Марфо-Мариинской обители (1906, архитектор Леонид Стеженский);

№ 36, жилой дом А. Т. Карповой
Здание 1861 года было перестроено в 1911 году архитектором Иваном Германом.
№ 38, жилой дом
, здание 1851 года, построенное в стиле эклектики.
№ 40, офисное здание
Построено в 1998—2005 годах, архитектор — Павел Андреев. Ранее на этом месте находился автобусный парк, сооружённый в 1926 году по проекту архитектора Михаила Приёмышева.
№ 42, дом 2011 г. постройки на месте дома купца Феоктистова
Одноэтажный деревянный дом купца Феоктистова начала XIX века, служил правым (северным) флигелем усадьбы (главный дом — № 44), был снесён в 2011 году для освобождения места под строительство с увеличением объёма.
№ 44
Одноэтажный дом XIX века. Главный дом усадьбы.
№ 46, стр. 1, флигель городской усадьбы
 Деревянный флигель 1815 года постройки, представительство Чувашской Республики в Москве.
№ 46, стр. 3, главный дом городской усадьбы штабс-капитана Е.А. Демидова
, деревянный дом 1817 года постройки. Снесён в нарушение законодательства в апреле-мае 2014 года ООО «Золотая орда» (заказчик) и ООО «Проектно-строительная компания „КИТОС“» (подрядчик).
№ 54, доходный дом
Здание 1908 года, архитектор — Александр Бирюков.
№ 56
Здание занимает посольство Израиля в России.
№ 60/2, храм великомученицы Екатерины на Всполье
, здание 1766—1775 годов, архитектор — Карл Бланк, ограда с воротами — 1820-е, архитектор Фёдор Шестаков, богадельня — 1879—1880, архитектор Дмитрий Певницкий.
№ 62/1
Здесь жила актриса и режиссёр Е. И. Страдомская.
№ 64, доходный дом Н. Д. Ижболдина
Здание 1911 года, архитектор — Никита Лазарев; посольство Киргизии в Москве.
№ 66, дом Викторсона
Перепланирован в 1896 году архитектором Фёдором Кольбе; посольство Кубы в Москве
№ 68, доходный дом Н. Д. Ижболдина
Здание 1911 года, архитектор — Никита Лазарев. Здесь жили актёр и режиссёр Михаил Козаков, литературовед Владимир Глоцер, специалист энергетического института Академии наук СССР, географ Алексей Анатольевич Миллер-Шульга (1901—1987). Наталья Перли-Рыкова (1916—2010) — дочь председателя СНК СССР Алексея Рыкова. 
14 мая 2017 года на фасаде дома была установлена мемориальная табличка «Последний адрес» инженера-технолога Михаила Семёновича Никольского.
№ 70
Жилой дом XIX века; старое здание посольства Кении.
№ 72, главный дом городской усадьбы
, 1827—1833 годы, 2-я половина XIX века; посольство Аргентины в Москве.
- № 45, 47
- № 27
- № 60
- № 67, 69

## Транспорт
- Станция метро «Третьяковская» — начало, центр улицы.
- Станция метро «Добрынинская» / «Серпуховская» — конец улицы.
- Автобус м90 (только к Серпуховской площади).

## Улица в художественной литературе, искусстве, музыке
На Ордынке я остановил извозчика у ворот Марфо-Мариинской обители: там во дворе чернели кареты, видны были раскрытые двери небольшой освещённой церкви, из дверей горестно и умилённо неслось пение девичьего хора. Мне почему-то захотелось непременно войти туда. Дворник у ворот загородил мне дорогу, прося мягко, умоляюще:
 — Нельзя, господин, нельзя!
 — Как нельзя? В церковь нельзя?
 — Можно, господин, конечно, можно, только прошу вас за ради бога, не ходите, там сичас великая княгиня Ельзавет Фёдровна и великий князь Митрий Палыч … Я сунул ему рубль — он сокрушённо вздохнул и пропустил. Иван Бунин, «Чистый понедельник» (1944)

Сегодня, правда, похвастать было особо нечем… Заехал и на Большую Ордынку, это уж от служебного рвения. Поговорил с очкастым хозяином криволапого ублюдка, выслушал всю душераздирающую историю, закончившуюся сдержанными мужскими рыданиями. — Борис Акунин, «Пиковый валет»

Это было на стоянке, // Душу ветром пробирало, — // На Ордынке, на Полянке // Тихо музыка играла. — Юнна Мориц, «На стоянке». Вероятно, музыка доносилась из окон музыкального училища в доме № 27 — сейчас это Музыкальный колледж эстрадного и джазового искусства.

Где-то возле Ордынки или возле Таганки // Или где-то ещё, заблудившись весной // На неверных ногах после выпитой банки // Витька Фомкин один добирался домой — Игорь Сукачёв, «Витька Фомкин»

Плывет в тоске необъяснимой // пчелиный хор сомнамбул, пьяниц. // В ночной столице фотоснимок // печально сделал иностранец, // и выезжает на Ордынку // такси с больными седоками // и мертвецы стоят в обнимку // с особняками. — Иосиф Бродский, «Рождественский романс»

Песня Вадима Байкова «На Ордынке».